# Babakina festiva
Babakina festiva è un mollusco nudibranchio della famiglia Babakinidae.